# 4 janvier 1964
Le samedi 4 janvier 1964 est le 4e jour de l'année 1964.

## Naissances
- Riki Takeuchi, acteur et chanteur japonais
- Sebastián Uranga,  joueur argentin de basket-ball
- Dot Jones, athlète américaine devenue actrice
- Alexandre Fadeïev, patineur artistique russe. Il fut champion d'Europe.
- Hristo Chopov, acteur bulgare
- Kimo Leopoldo, pratiquant de combat libre allemand
- Patrick Heintz, pilote automobile suisse, engagé en rallyes automobiles
- Budimir Vujačić, footballeur monténégrin
- Zhang Xiaodong, véliplanchiste chinoise
- Susan Devoy, joueuse de squash Néo-zélandaise
- Adriana Muriel, sportive colombienne

## Décès
- Ralph Dumke (né le 25 juillet 1899), acteur américain
- Artie Bernstein (né le 3 février 1909), contrebassiste de jazz américain
- Nuno de Montemor (né le 16 décembre 1881), auteur portugais
- Charles des Isnards (né le 10 juillet 1876), militaire puis homme politique français

## Autres événements
- Début du Championnat de Formule Tasmane 1964
- Albert DeSalvo exécute son dernier meurtre
- Début de l'émission Tour de Terre
- Début de la diffusion de l'émission The Hollywood Palace
- Pèlerinage de Paul VI en Terre sainte jusqu'au 6 janvier
- Jacques Bayardon dispute son premier test match contre l'équipe d'Écosse
- Jim Telfer obtient sa première cape internationale contre l'équipe de France
- Brian Lochore obtient sa première cape contre l'Angleterre
- Paul Chauvet est élu membre de l'Académie des sciences d'outre-mer, 2e section (au siège du Président Albert Sarraut)
- Fondation de l'Union démocratique bretonne